# Kościół Świętej Trójcy w Opolu
Kościół Świętej Trójcy – rzymskokatolicki kościół klasztorny w bliskim sąsiedztwie Rynku w Opolu, w dekanacie Opole, diecezji opolskiej.
Do wojewódzkiego rejestru zabytków wpisane są:
- zespół klasztorny franciszkanów, ul. Zamkowa / pl. Wolności, nr rej.: 764/64 z 5.04.1964:
  - kościół pw. Świętej Trójcy, 1287-1329, XV, XIX
  - klasztor, 1 poł. XIV-XX

## Historia kościoła

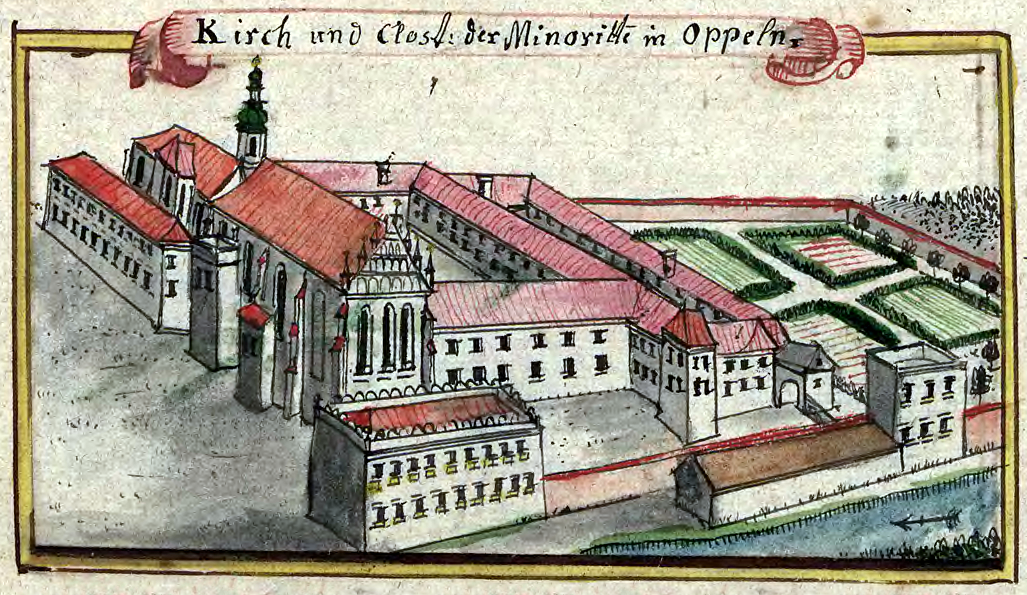
Przedstawienie klasztoru w XVIII wieku

W latach 30. XIII wieku na ziemie polskie zaczęli przybywać franciszkanie. Około 1238 roku założyli oni klasztor, który został zniszczony przez najazdy tatarskie. W połowie XIII wieku rozpoczęto budowę murowanego klasztoru i kościoła franciszkańskiego, jednak budowle te zostały w 1307 roku zniszczone przez pożar. W 1309 roku rozpoczęto odbudowę tych obiektów. W 1516 roku książę Jan II Dobry usunął z klasztoru franciszkanów, a w ich miejsce sprowadził bernardynów. W 1605 roku kościół oraz klasztor ponownie objęli franciszkanie. Dziesięć lat później obiekty spłonęły, a dalsze zniszczenia były skutkami wojny trzydziestoletniej. Kolejny raz kościół i klasztor odbudowano w 1646 roku. W czasach potopu szwedzkiego, w latach 1655–1656, w klasztorze opolskim urzędowała kancelaria króla Jana Kazimierza. W refektarzu klasztornym 30 listopada 1655 roku ogłoszony został uniwersał królewski wzywający naród polski do powstania przeciwko Szwedom. Pożary z 1682 i 1739 roku spowodowały kolejne duże zniszczenia. W trakcie odbudowy wprowadzono do architektury kościoła elementy manieryzmu i baroku, zachowując jednak jej pierwotny, kształt gotycki. Od 1820 roku aż do końca II wojny światowej, świątynia należała do ewangelików. W kościele znajdują się szczątki Piastów Opolskich. Tuż obok świątyni znajduje się klasztor franciszkanów. Podczas ostatniego remontu obok świątyni, pod kostką brukową z herbem Opola, odkryto mogiły, należące prawdopodobnie do żołnierzy rosyjskich z okresu wojen napoleońskich (w kościele był wówczas lazaret).

## Architektura i wnętrze kościoła

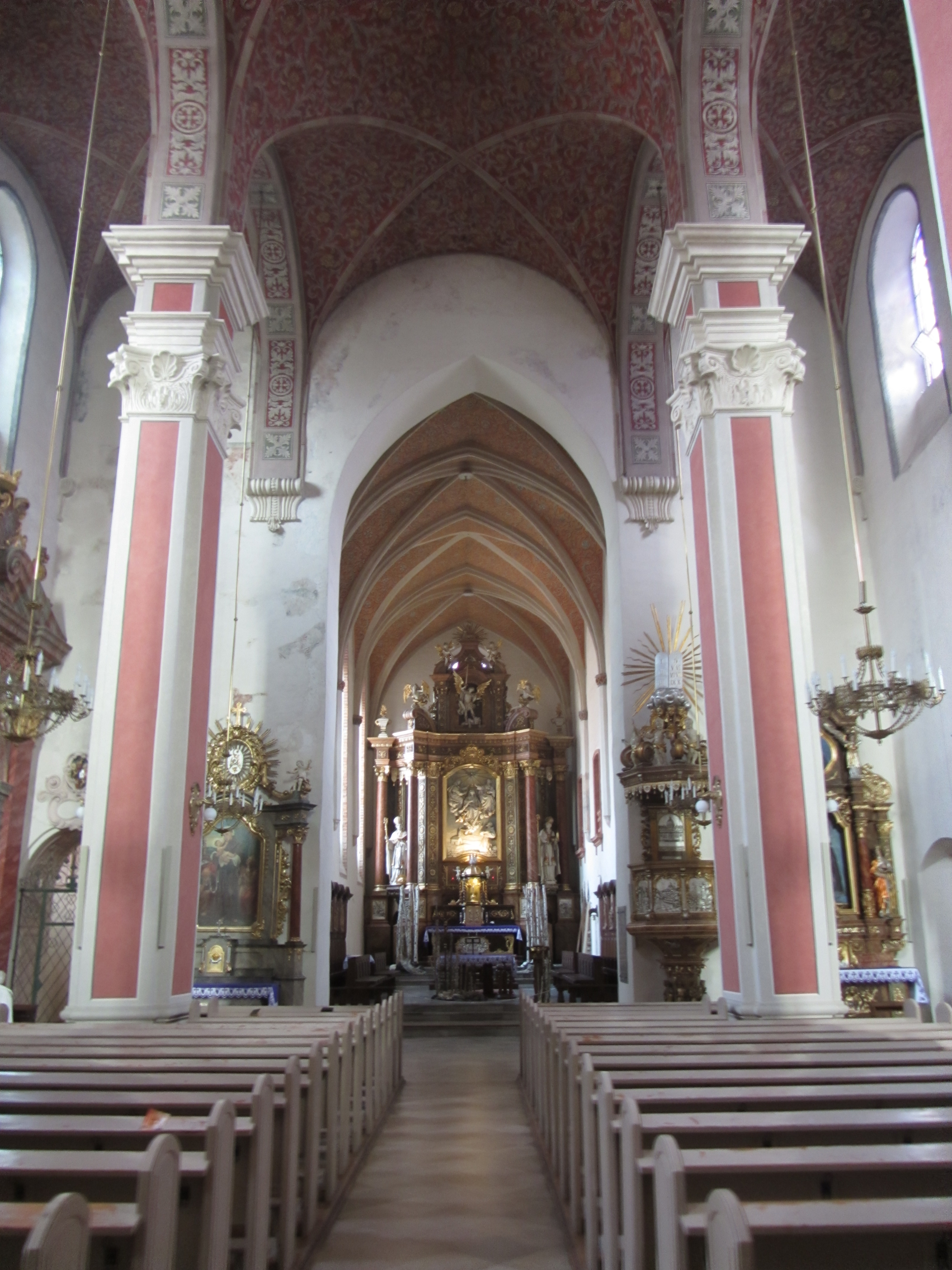
Wnętrze kościoła

Bryła kościoła łączy elementy wczesnogotyckie, późnorenesansowe i barokowe. Wieża pochodzi z końca XV wieku, w 1902 roku nadbudowana została w stylu neobarokowym. Wnętrze świątyni ma charakter halowy, trójnawowy. Do kościoła przylega klasztor franciszkanów. Łącznikiem między kościołem a klasztorem jest kaplica św. Anny, zwana też Piastowską. Po pożarze w II połowie XV wieku drewniany strop kaplicy zastąpiony został trójprzęsłowym sklepienim gwiaździstym. W zworniku, pośrodku sklepienia, umieszczony jest złoty orzeł w koronie na błękitnym polu – herb księstwa opolsko-raciborskiego. Ściany kaplicy ozdabiają freski. Znajdujący się na głównej ścianie kaplicy ołtarz-tryptyk przedstawia św. Annę z fundatorem klasztoru Władysławem I i fundatorem Jasnej Góry Władysławem Opolczykiem, św. Barbarę i św. Jadwigę Śląską – żonę Henryka Brodatego. Kaplica jest jednocześnie mauzoleum Piastów opolskich z rzeźbionymi nagrobkami Bolka I, Bolka II, Bolka III oraz księżnej Anny Oświęcimskiej pochodzącymi z lat 1378–1382.
W krypcie pod ołtarzem głównym, spoczywają szczątki ośmiu książąt i pięciu księżnych, w tym wnuczki Władysława Łokietka – Elżbiety świdnickiej. Znajduje się tam ponadto pochodząca z lat 20.–30. XIV wieku polichromia przedstawiająca scenę ukrzyżowania – najstarsze z malowideł ściennych, zachowanych na Śląsku. W kościele na uwagę zasługuje m.in.:
- chór z regencyjno-barokowym prospektem organowym, wykonanym w Lipsku w II połowie XVIII wieku,
- rzeźby Dawida, królowej Saby i grających aniołów,
- kaplica Matki Bożej Częstochowskiej,
- kaplica św. Anny, gotycka z malowidłami herbów książąt opolskich, Hohenzollernów i chorwackich książąt Frankopan(inne języki)[4]
- kaplica Najświętszego Sakramentu,
- kaplica Ukrzyżowania,
- kaplica św. Maksymiliana Kolbego (w czasie konserwacji odkryto w kaplicy fragmenty XV-wiecznych fresków),

Przed kościołem stoi pochodząca z początku XVIII wieku, rzeźba św. Jana Nepomucena.

## Organy

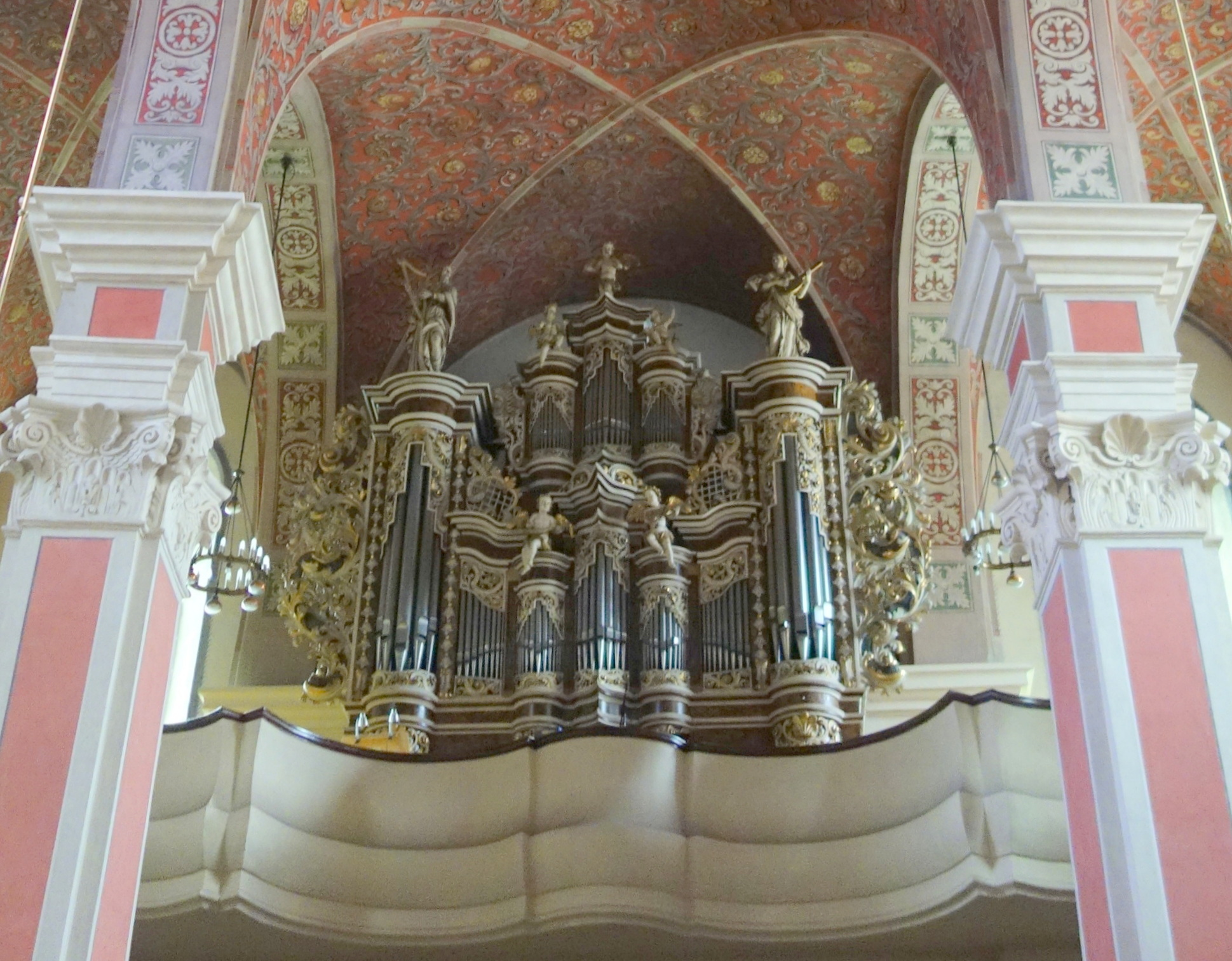
Organy

Organy zostały wybudowane w 1931 roku przez firmę Sauer z Frankfurtu nad Odrą, prowadzoną wówczas przez dr. Oscara Walckera. Jest to jej opus 1451.
Instrument został umieszczony w zabytkowej szafie organowej pochodzącej z instrumentu brzeskiego organmistrza Fryderyka Wilhelma Schefflera, który powstał na początku XVIII wieku. Stół gry umieszczony przed szafą organową.
Instrument posiada elektro-pneumatyczna trakturę gry oraz wiatrownice stożkowe.
Dyspozycja instrumentu:
| Manuał I             | Manuał II             | Manuał III             | Pedał                |
| -------------------- | --------------------- | ---------------------- | -------------------- |
| 1. Bourdon 16'       | 1. Geigenprincipal 8' | 1. Quintatön 16'       | 1. Prinzipalbass 16' |
| 2. Prinzipal 8'      | 2. Rohrflöte 8'       | 2. Aeoline 8'          | 2. Subbass 16'       |
| 3. Viola di Gamba 8' | 3. Salicet 8'         | 3. Gemshorn 8'         | 3. Quintatönbass 16' |
| 4. Gedeckt 8'        | 4. Oktave 4'          | 4. Lieblich Gedeckt 8' | 4. Prinzipalbass 8'  |
| 5. Oktave 4'         | 5. Blockflöte 4'      | 5. Nachthorn 4'        | 5. Gedeckt 8'        |
| 6. Spitzflöte 4'     | 6. Quinte 2 2/3'      | 6. Prinzipal 4'        | 6. Gemshorn 8'       |
| 7. Oktave 2'         | 7. Waldflöte 2'       | 7. Schwiegel 2'        | 7. Oktavbass 4'      |
| 8. Quinte 1 1/3'     | 8. Terz 1 3/5'        | 8. Mixtur 3f.          | 8. Rauschpfeife 4f.  |
| 9. Cornett 3f.       | 9. Sifflöte 1'        | 9. Oboe 8'             | 9. Posaune 16'       |
| 10. Mixtur 5f.       | 10. Mixtur 4f.        |                        | 10. Sing. Cornett 2' |
| 11. Trompete 8'      | 11. Rankett 16'       |                        |                      |
|                      | 12. Krumhorn 8'       |                        |                      |

## Galeria

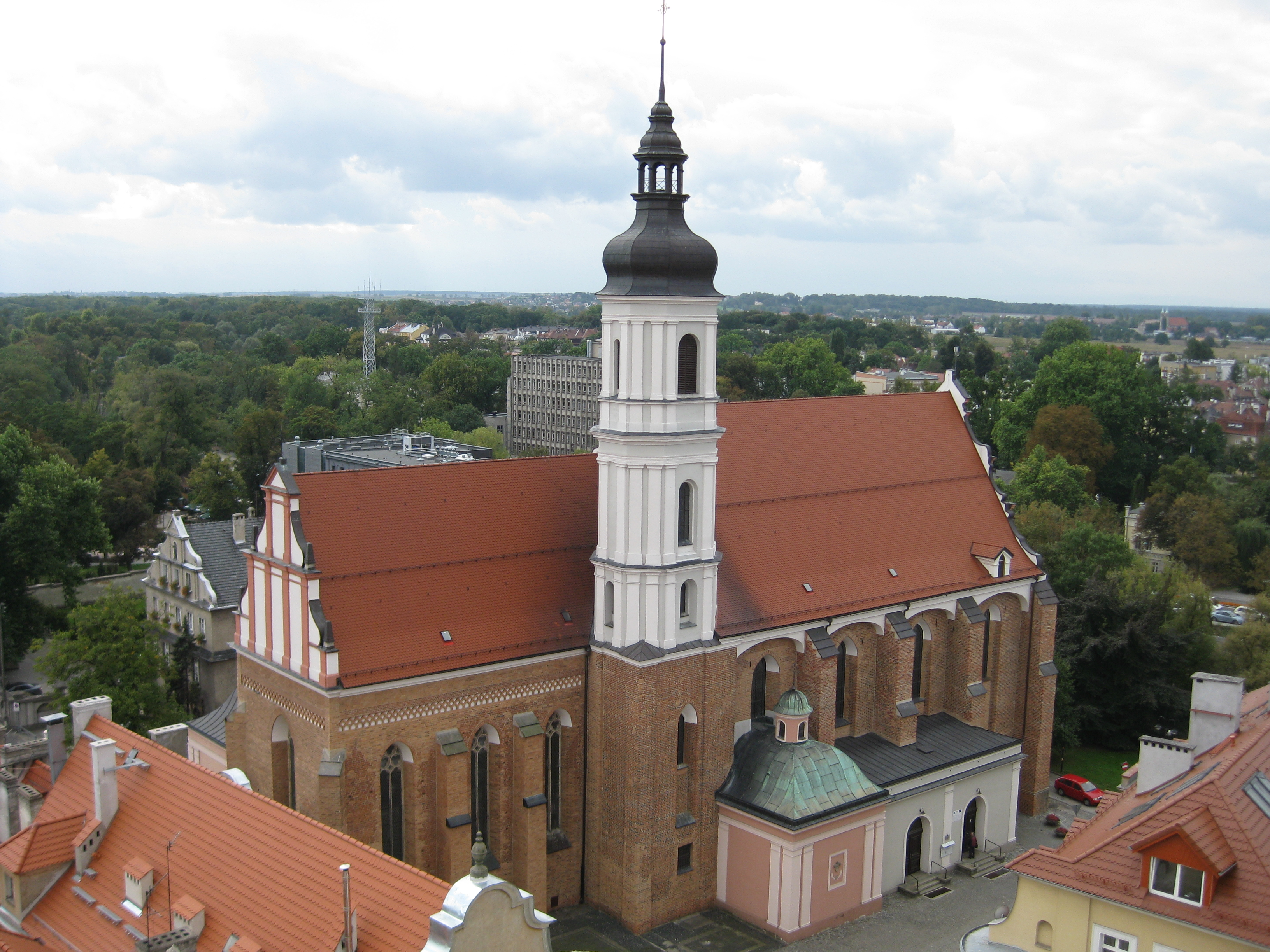
Widok z wieży ratuszowej
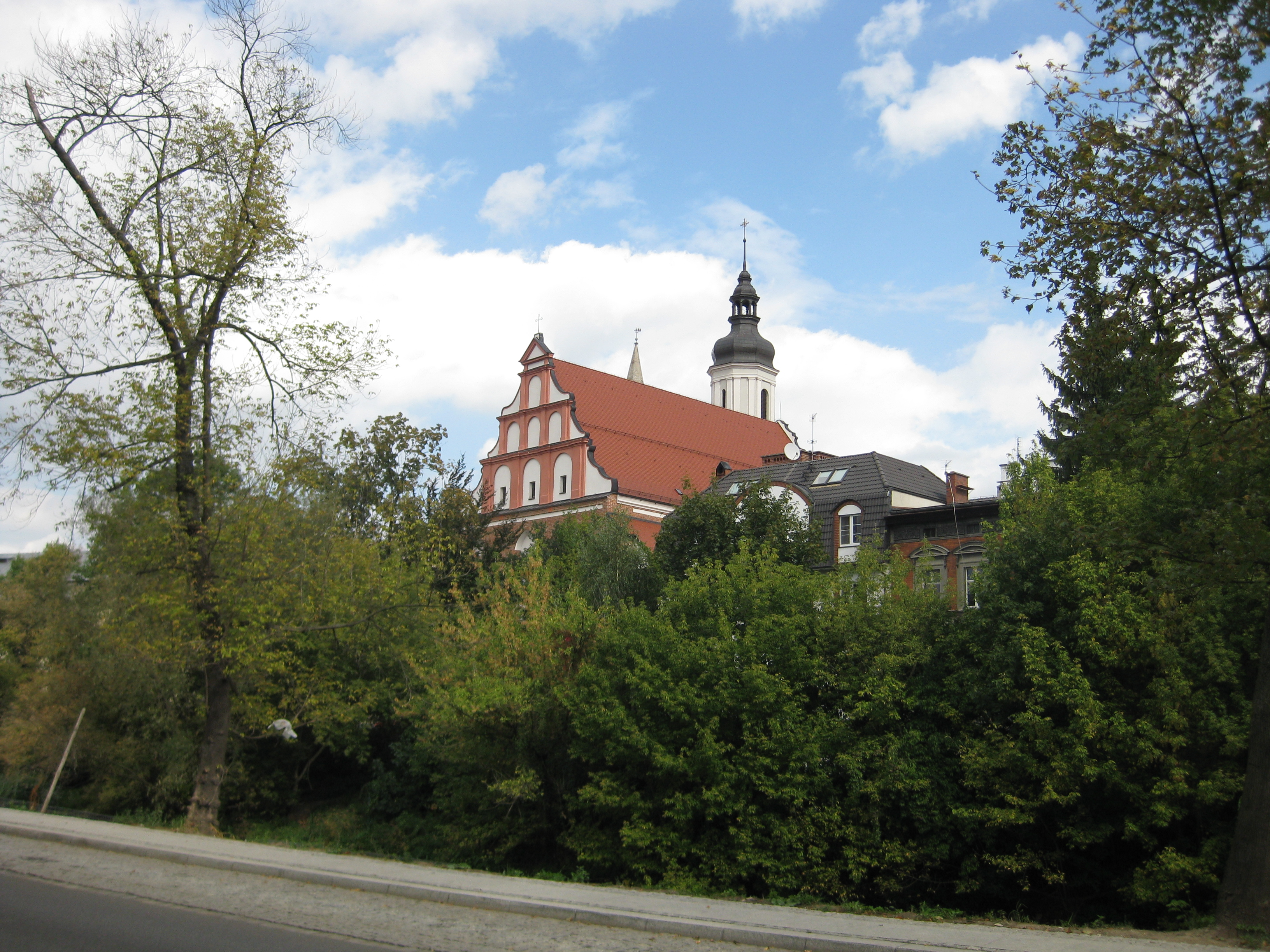
Kościół na tle drzew
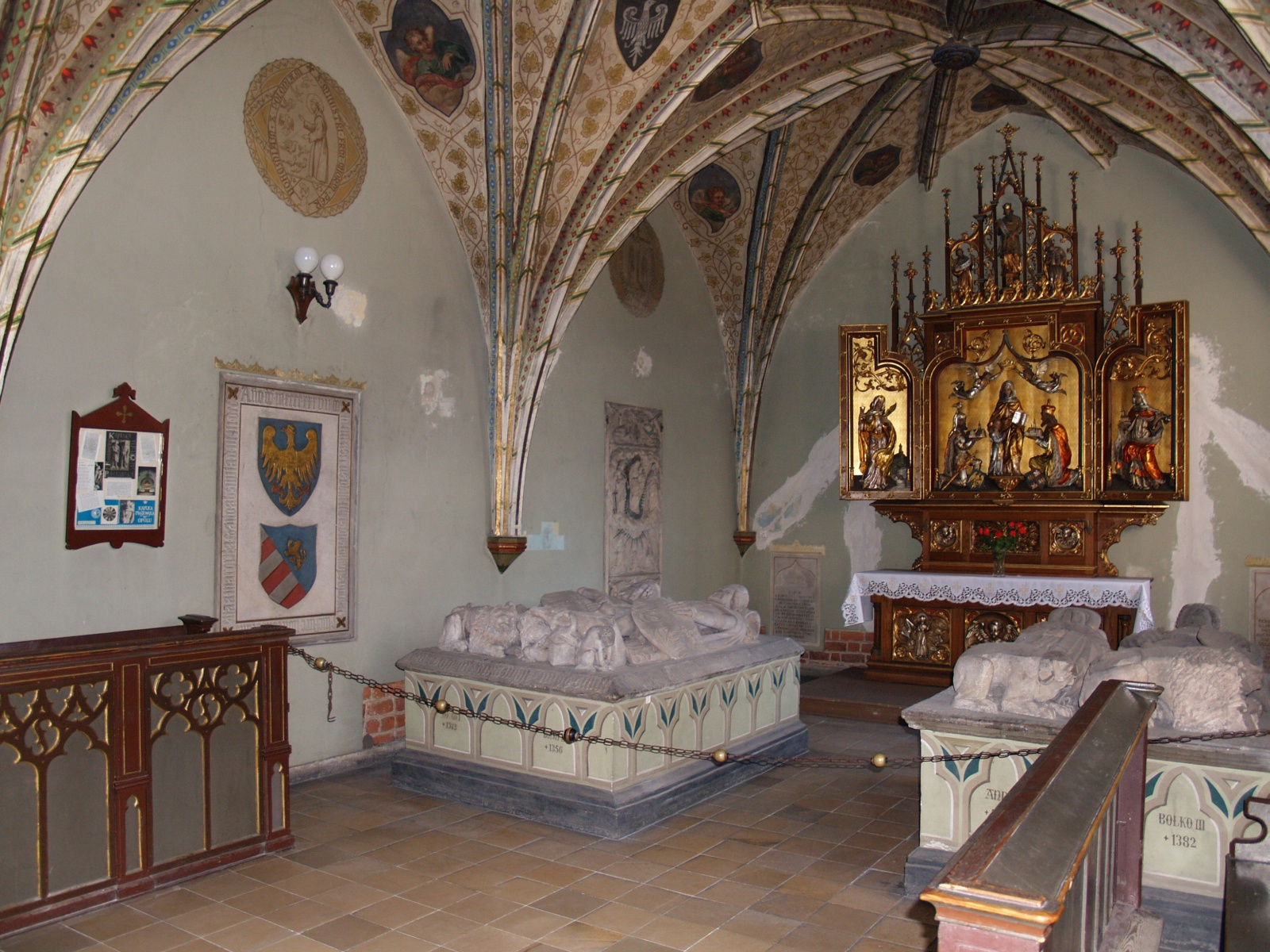
Kaplica Świętej Anny
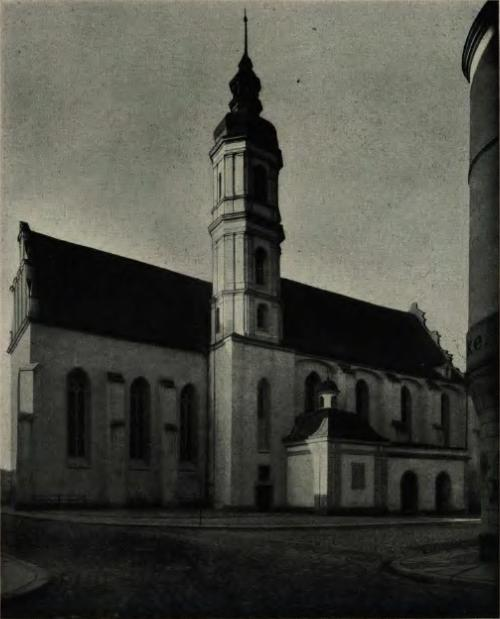
Kościół w 1930 roku
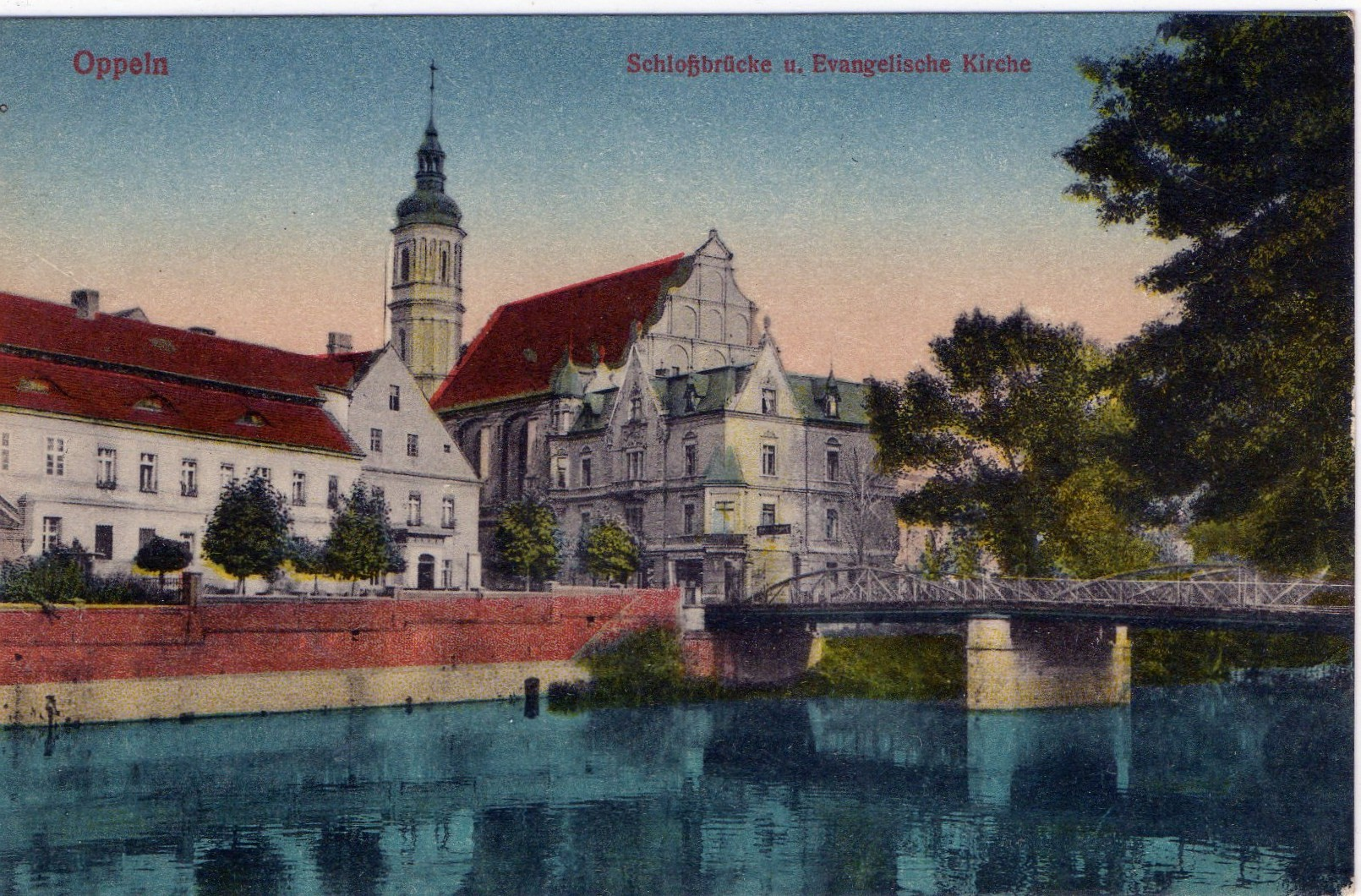
Widok z lat 20. XX wieku